# Sovi
O sovi (Ictinia plumbea) , também conhecido como  gavião-pomba, gavião-papa-formigas, gavião-sauveiro, gavião-pomboou sovi-neotropical é um gavião da família dos acipitrídeos. É uma espécie bem comum no Brasil. Vive nas bordas de florestas e campos e pode ser visto sobrevoando queimadas para caçar. 

## Etimologia
Plumbea significa, em latim, "chumbo", numa referência à cor cinza da ave. "Gavião-papa-formigas" e "gavião-sauveira" são referências à predileção da espécie por insetos em sua alimentação.
O nome "sovi" foi selecionado como nome vernáculo técnico para a espécie pelo Comitê Brasileiro de Registros Ornitológicos em 2021.

## Características
Possui aproximadamente 34 cm de comprimento. Pequeno e comum, de asas estreitas e compridas. Inteiramente cinza-ardósia, com a face interior das primárias intensamente castanha. Olhos vermelhos, pernas alaranjadas. O indivíduo imaturo apresenta as partes inferiores brancas estriadas, tendo manchado também de branco o vértice.

## Alimentação
Alimenta-se principalmente em revoadas de formigas, cupins e outros insetos, os quais captura com os pés e come ainda em pleno voo. Também captura pequenas presas na copa da floresta e pequenos lagartos e cobras no chão.

## Reprodução
Reproduz-se no Pantanal, no Sul, Sudeste e na Amazônia. Há exibições aéreas do macho. Ovos uniformemente brancos ou brancos sujo.

## Hábitos
Comum em bordas de florestas densas, capoeiras altas e florestas de galeria. Vive solitário, aos pares ou mesmo em bandos, às vezes misturado a outras espécies de gaviões. É muito agressivo e territorial contra outros gaviões que passam próximo ao ninho. Nesse período, emite com frequência um assobio fino e curto, um som parecendo vir de um passarinho e não de um gavião. Foi observado por Willian Menq em 2005 no município de Peabiru, no Paraná, um Ictinia plumbea voando a certa altura, quando passou, no local, um carcará. O sovi desceu um picado voo-mergulho com as asas semifechadas em direção ao carcará, quase o atingindo e espantando-o do local.

## Distribuição Geográfica
Presente em todas as regiões brasileiras e do México à Argentina. É migratório no Pantanal, sul e sudeste do Brasil, com uma população residente na Amazônia, por onde passam os migrantes em seu movimento para o norte, em abril, ou no seu retorno, em agosto.